# Mario Carroza
Mario Rolando Carroza Espinosa (Santiago, 14 de abril de 1951) es un profesor y abogado chileno. Ha ocupado diversos cargos en el Poder Judicial de Chile, siendo además ministro en visita de diversas causas de violaciones a los derechos humanos durante la dictadura militar. Desde el 31 de diciembre de 2020 es ministro de la Corte Suprema de Chile.

## Biografía
Carroza creció en una familia de comerciantes de la Vega Central, en el sector norte de Santiago. Sus primeros estudios los hizo en Filosofía en el Instituto Pedagógico de Valparaíso, y luego se matriculó en el Instituto Pedagógico de la Universidad de Chile, recibiéndose de profesor de filosofía. Paralelamente, comenzó a estudiar derecho en la noche, en la misma universidad.

### Matrimonio e hijos
El 31 de enero de 1993, su esposa, Ivonne Abrigo, quien viajaba con sus dos hijos, protagonizó un accidente automovilístico al chocar de frente con un camión mientras conducía por la ruta F-90 para pasar unos días de vacaciones, falleciendo ella y su hija de 6 años.

## Carrera
Ingresó al Poder Judicial el año 1977 y, desde entonces, ha ejercido diversos cargos, entre los que destacan su labor de juez del segundo Juzgado de Letras de Puente Alto en 1984; relator de la Corte de Apelaciones de San Miguel en 1987; juez del Primer Juzgado del Crimen de Santiago, del Sexto Juzgado Civil de Santiago y del Tercer Juzgado del Crimen de Santiago entre la década de 1990 y de 2000; fiscal de la Corte de Apelaciones de Santiago en 2002; y ministro de la misma desde 2007.
En 2010, el expresidente de la Corte Suprema, Sergio Muñoz lo nombró ministro en visita extraordinario para esclarecer casos de violaciones a los derechos humanos, investigando causas emblemáticas como el caso Caravana de la Muerte (donde procesó en calidad de cómplice al ex comandante en jefe del Ejército, Juan Emilio Cheyre), el caso Pisagua, el caso Quemados, la Operación Cóndor en Chile y las adopciones ilegales ocurridas en dictadura; así como la muerte de Salvador Allende, de Pablo Neruda, de Alberto Bachelet y de Eduardo Frei Montalva.
El magistrado Carroza, además está encargado de investigar los delitos perpetrados por grupos subversivos en la primera mitad de la década de 1990, incluyendo la investigación del asesinato de Jaime Guzmán, por lo cual pidió la extradición a Chile desde Brasil de Mauricio Hernández Norambuena.
Ha sido presidente de la Asociación Nacional de Magistrados durante dos periodos: entre los años 2000 y 2002, y entre los años 2006 y 2008.
En el plano académico, Carroza ha ejercido la docencia como profesor de Derecho Penal y Derecho Procesal Penal en la Escuela de Carabineros y se ha desempeñado como director académico y consejero del Instituto de Estudios Judiciales "Hernán Correa de la Cerda"; además de haber sido profesor en la Academia Judicial de Chile y monitor de clínicas judiciales de la Facultad de Derecho de la Universidad de Chile.
Tras haber sido nominado como integrante para la Corte Suprema en diversas oportunidades, finalmente fue confirmado por el Senado para acceder a la máxima magistratura como ministro en 2020 en reemplazo de Lamberto Cisternas, jurando en el cargo el 31 de diciembre de ese año.